# مردی که می‌خواست خود را بکشد
مردی که می‌خواست خود را بکشد (اسپانیایی: El hombre que se quiso matar‎) یک فیلم کمدی اسپانیایی به کارگردانی رافائل خیل است که در سال ۱۹۷۰ منتشر شد. از بازیگران آن می‌توان به تونی لوبلان، رافائل آلونسو، اما کوهن، ماری بگونیا و خوزه ساکریستان اشاره کرد.